# ヒューストン・パーソン
ヒューストン・パーソン（Houston Person、1934年11月10日 - ）は、アメリカ合衆国のジャズ・サクソフォーン奏者で音楽プロデューサー。スウィングやハード・バップのジャンルで演奏しているが、特にソウル・ジャズにおいてすこぶる辣腕の演奏家として知られる。

## 略歴
サウスカロライナ州フローレンスに育つ。初めはピアノを弾いていたが、後にテナー・サクソフォーンに転向した。サウスカロライナ州立大学に進学し、1999年には同大学の「名誉の殿堂」に登録された。米国空軍では、西ドイツへの進駐軍に在籍し、軍楽隊でドン・エリスやエディ・ハリス、シダー・ウォルトン、レオ・ライトらと演奏した。後にコネチカット州ハートフォードのハート音楽大学で研鑽を重ねている。
1960年代に、プレスティッジ・レコードへの一連のアルバムの録音で知られるようになった。ジャズ・オルガニストのジョニー・ハモンド楽団と共演したことがきっかけで、ジャズ・シンガーのエタ・ジョーンズと知り合いになる。通説とは違ってジョーンズと結婚してはいないが、長年にわたって音楽面でのパートナーであり続け、録音や演奏・楽旅など、パーソンの経歴のほとんどはジョーンズとの関係がとりわけ知られている。
75点以上のリーダー・アルバムを、プレスティッジやウェストバウンド、マーキュリー、サヴォイ、ミューズといったレーベルに残しており、現在はハイノート・レコードと契約している。録音では、チャールズ・ブラウンやビル・チャーラップ、チャールズ・アーランド、レナ・ホーン、エタ・ジョーンズ、ルー・ロウルズ、ホレス・シルヴァー、ダコタ・ステイトン、ビリー・バトラー、リチャード・ホームズらと共演してきた。
特色ある小粋な音色と、表現力に富んだ演奏様式で名高く、1982年にはユービー・ブレイク・ジャズ・アワード（Eubie Blake Jazz Award）を受賞した。

## ディスコグラフィ

### リーダー・アルバム

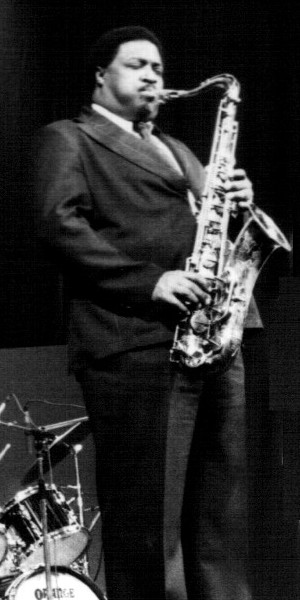
パリで演奏するヒューストン・パーソン（1980年）

- 『アンダーグラウンド・ソウル!』 - Underground Soul! (1966年、Prestige)
- Chocomotive (1967年、Prestige)
- Trust in Me (1967年、Prestige)
- Blue Odyssey (1968年、Prestige)
- Soul Dance! (1968年、Prestige)
- 『グッドネス!』 - Goodness! (1969年、Prestige)
- Truth! (1970年、Prestige)
- Person to Person! (1970年、Prestige)
- Houston Express (1971年、Prestige)
- Broken Windows, Empty Hallways (1972年、Prestige)
- Sweet Buns & Barbeque (1972年、Prestige)
- The Real Thing (1973年、Eastbound) ※ライブ
- 『ヒューストン・パーソン'75』 - Houston Person '75 (1975年、Westbound/20th Century)
- 『ゲット・アウト・ア・マイウェイ』 - Get Out'a My Way! (1975年、Westbound/20th Century)
- Pure Pleasure (1976年、Mercury)
- Harmony (1977年、Mercury)
- Stolen Sweets (1977年、Muse)
- Wild Flower (1978年、Muse)
- The Nearness of You (1978年、Muse)
- The Gospel Soul of Houston Person (1978年、Savoy)
- The Big Horn (1979年、Muse) ※1976年録音
- Suspicions (1980年、Muse)
- Very PERSONal (1981年、Muse)
- Heavy Juice (1982年、Muse)
- 『ロード・ウォリアーズ』 - Road Warriors (1984年、Greene Street) ※with レス・マッキャン
- Creation (1984年、Greene Street) ※with ロジャー・ケラウェイ
- Always on My Mind (1985年、Muse)
- The Talk of the Town (1987年、Muse)
- We Owe It All to Love (1989年、Baseline [UK])
- Basics (1989年、Muse)
- Something in Common (1990年、Muse) ※with ロン・カーター
- Now's the Time (1990年、Muse) ※with ロン・カーター
- Why Not! (1990年、Muse)
- The Party (1991年、Muse)
- The Lion and His Pride (1991年、Muse)
- Just Friends (1992年、Muse) ※with バディ・テイト、ナット・シムキンズ
- Christmas with Houston Person and Friends (1994年、Muse) ※with ランディ・ジョンストン、エタ・ジョーンズ、グラディ・テイト、ベニー・グリーン
- Horn to Horn (1996年、Muse) ※with テディ・エドワーズ
- Island Episode (1997年、Prestige) ※1971年/1973年録音
- Person-ified (1997年、HighNote) ※with リチャード・ワイアンズ、レイ・ドラモンド、ケニー・ワシントン
- Lost & Found (1997年、32 Jazz) ※1991年録音。with チャールズ・ブラウン
- The Opening Round (1997年、Savant)
- Christmas With Houston Person and Etta Jones (1997年、32 Jazz) ※Muse音源のコンピレーション
- My Romance (1998年、HighNote)
- Close Encounters (1999年、HighNote) ※1996年録音。with テディ・エドワーズ
- Soft Lights (1999年、HighNote)
- Together at Christmas (2000年、HighNote) ※with エタ・ジョーンズ
- In a Sentimental Mood (2000年、HighNote)
- Blue Velvet (2001年、HighNote)
- Dialogues (2002年、HighNote) ※with ロン・カーター
- Sentimental Journey (2002年、HighNote)
- Social Call (2003年、HighNote) ※with ポール・ボーレンバック
- To Etta with Love (2004年、HighNote) ※with ポール・ボーレンバック
- All Soul (2005年、HighNote)
- You Taught My Heart to Sing (2006年、HighNote) ※with ビル・チャーラップ
- Thinking of You (2007年、HighNote)
- Just Between Friends (2008年、HighNote) ※with ロン・カーター
- The Art and Soul of Houston Person (2008年、HighNote)
- Mellow (2009年、HighNote)
- Moment to Moment (2010年、HighNote)
- The Way We Were: Live in Concert (2011年、HighNote) ※2000年録音。with エタ・ジョーンズ
- So Nice (2011年、HighNote)
- Naturally (2012年、HighNote)
- Nice 'n' Easy (2013年、HighNote)
- The Melody Lingers On (2014年、HighNote) ※with スティーヴ・ネルソン
- Something Personal (2015年、HighNote)
- Chemistry (2016年、HighNote) ※with Ron Carter
- Rain or Shine (2017年、HighNote)
- Remember Love (2018年、HighNote) ※with ロン・カーター[3]
- I'm Just A Lucky So And So (2019年、HighNote)[4]